# Ivan den förskräcklige mördar sin son

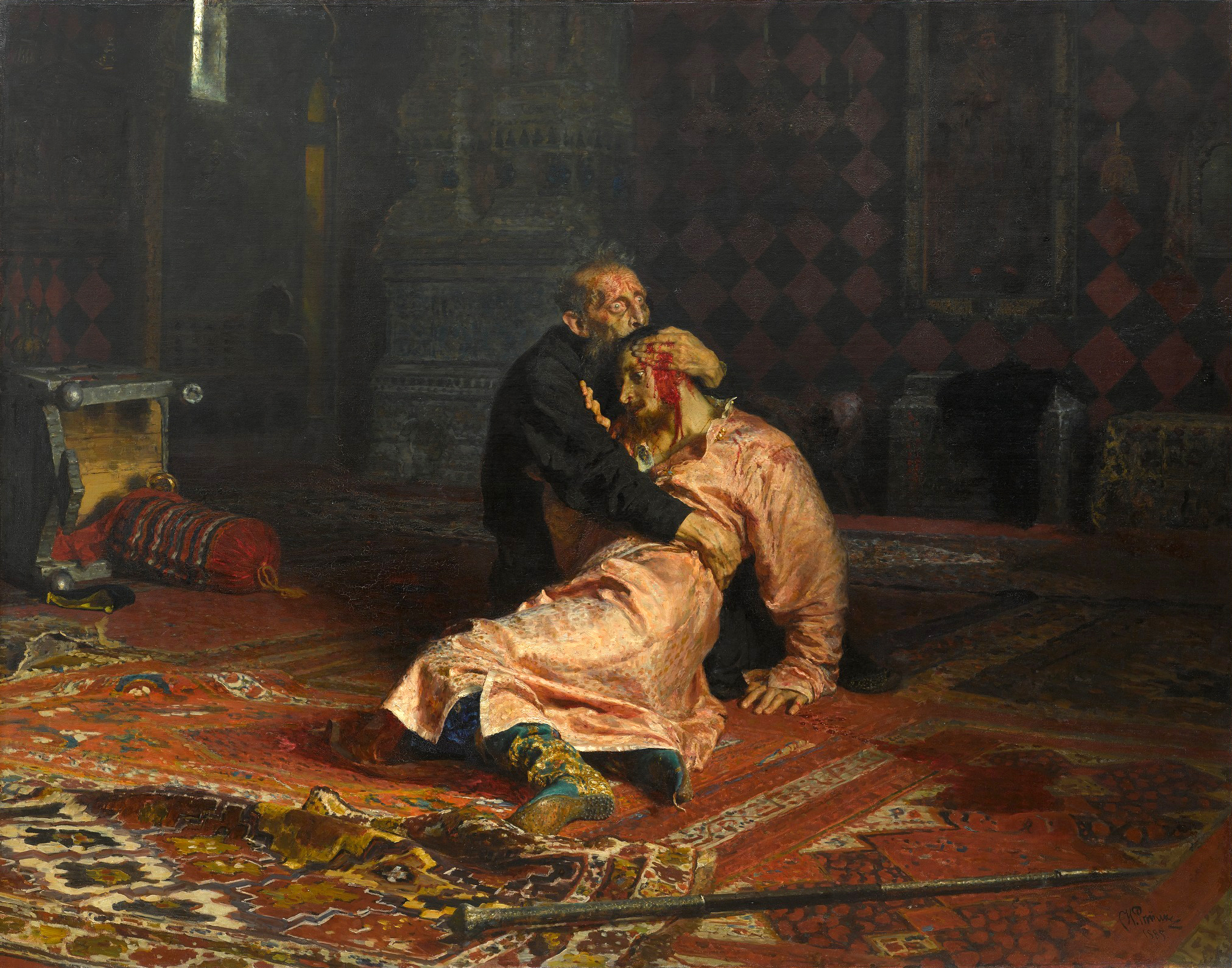
Ivan den förskräcklige mördar sin son. 1885. Ilja Repin. 199,5 cm × 254 cm.

Ivan den förskräcklige och hans son Ivan den 16 november 1581 (ryska: "Иван Грозный и сын его Иван 16 ноября 1581 года", Ivan Groznyj i syn jego Ivan 16 nojabrja 1581 goda), även känd som Ivan den förskräcklige mördar sin son, är en historiemålning i olja, målad 1883–1885 av Ilja Repin. Den föreställer tsar Ivan IV av Ryssland, känd som Ivan den förskräcklige, och hans son Ivan Ivanovitj. Målningen finns på Tretjakovgalleriet i Moskva.